# Hospital Aga Khan
El Hospital Aga Khan (en inglés: Aga Khan Hospital) es un centro de salud establecido en 1964, en la ciudad de Dar es-Salam que funciona como un hospital de especialidades múltiples de 80 camas que ofrece atención médica de calidad. El hospital brinda servicios de medicina general, clínicas especializadas y servicios de diagnóstico de última generación. También forma parte del sistema de referencia Aga Khan Health Services internacional, con conexiones con el Hospital Aga Khan de Nairobi, Kenia y el Hospital de la Universidad Aga Khan en Karachi, Pakistán.
Se trata de ofrecer una atención sanitaria de calidad mediante la asistencia y gestión técnica.

### Instalaciones
Los servicios del hospital incluyen una unidad de cuidados intensivos (Terapia intensiva,  formada por 15 camas para población adulta y pediátrica. Una unidad de hemodiálisis, una unidad de Cardiología intervencionista (Hemodinamia), seis quirófanos equipados, una unidad de neurofisiología, salas generales para las subespecialidades mayores, un servicio de Radiología e Imagen que incluye Resonancia Magnética, Tomografía Axial Computadorizada, Mastografía y un Departamento de Urgencias 24 hrs diarios. (24/7)
El hospital inauguró su Centro de Cuidados de Cáncer en enero del 2020, clave para el Proyecto del Cancer en Tanzania, el cual será completado en el año 2024.

### Educación
El hospital con el reconocimiento de la Universidad Aga Khan ofrece programas de residencias médicas en Medicina Familiar, Medicina Interna y Cirugía.

### Certificación
En 2016 el Hospital Aga Khan se unió y recibió la acreditación de la Comisión Internacional, siendo el único hospital acreditado en este país.